# النواشرة
النواشر أو بنو ناشرة قبيلة خندفية مضرية عدنانية هي إحدى قبائل بنو أسد القاطنة في شبه الجزيرة العربية، عرقيتهم عرب عدنانيون من بني إسماعيل بن إبراهيم، ويجتمع نسبهم مع نسب الرسول محمد في جدهم الأكبر خزيمة بن مدركة، تسكن القبيلة مع أبناء عمومتهم قبائل كنانة في جنوب الجزيرة العربية من محايل عسير والقوز والقنفذة إلى مكة المكرمة مأرب حضرموت صنعاء ولاية السيب صحار ولاية عبري الظفرة خورفكان

## النسب
- هم بنو : ناشرة بن نصر بن سواءة بن سعد بن مالك بن ثعلبة بن دودان بن أسد بن خزيمة بن مدركة بن إلياس بن مضر بن نزار بن معد بن عدنان بن إسماعيل بن إبراهيم وهما من ولد سام بن نوح من نسل أبي البشر آدم.

### أقرب القبائل نسبا للنواشرة
أقرب القبائل نسبا لنواشرة قبائل كنانة هم أبناء عمومة ويليهم في القرابة قبائل قريش وقبائل هذيل وقبائل تميم وقبائل مزينة وقبيلة بنو مزيد.

### أولاد ناشرة
كان لناشرة من الولد :
| - مالك بن ناشرة - كسر بن ناشرة | - عبد الله بن ناشرة - حميس بن ناشرة | - الحارث بن ناشرة - جشم بن ناشرة |

### أحفادة:
- عوف بن مالك بن ناشرة
- معاوية بن كسر بن ناشرة
- عوف بن معاوية بن كسر بن ناشرة

#### القائد:
- أبو مظفار الناشري، وهو مالك بن عوف بن معاوية بن كسر بن ناشرة الذي يقول له النابغة : جيش يقودهم أبو المظفار

## التاريخ
قبيلة النواشرة اشتهرت بضلوعها في عديد من المعارك والغزوات بسبب الموقع الإستراتيجي الذي جاد عليها بالغنائم الكثيرة. كما كان لها من النفوذ الكبير حيث كانت غنية بما تملكه من مواشي كالجِمال والغنم والبقر وما تملكه من أراضي ومزروعات شتى .
القوة العسكرية :
كان لقبيلة النواشرة قوة عسكرية تتكون من : 3000 رجل
يقودهم شيخهم ابن خيرة الناشري بلادهم قوز بلعير التي اشتهرو بلقبها بلعير بين خطوط سبت العمر إلى جمعات ربيعة على طريق حلي ومحايل عسير إلى القنفذة وبارق كما شكلت قبيلة العمور من كنانة حلف مع قبيلة النواشرة وكان شيخ قبيلة العمور هو محمد بن عبده كان حلفهم يشكل قوة مهيمنا على القبائل المجاورة .

### الحروب ومعاركهم مع الأتراك العثمانيين
النواشرة ضد الأتراك و موالين للإدريسي : كان النواشرة ضد هيمنة الأتراك التي خضعت لها قبائل كثيرا ويدخلون في معارك وصرعات مع العثمانيين ، إلى ما
قام الإدريسي و بنو هاشم بتشكيل حلف مع قبيلة النواشرة لفك الحصار العثماني، وافق ابن خيرة الناشري الحلف مع الإدريسي حيث تكون جيش قوي من صفوف نظامية وقادات سمي التحالف بتحالف الادريسي وابن خيرة الناشري هو أمير الجناح الأيمن للقوة وابن خرشان وهو محمد بن خرشان القائد العام للسيد الإدريسي وفيصل ابن ملك الحجاز الحسين بن علي الهاشمي ، اشتبك الأحلاف والعثمانيين في القتال وانتصر الاحلاف على العثمانيين، استشهد في هذي الحرب شيخ قبيلة النواشرة ابن خيرة، تعد هذي المعركة من أكبر المعارك التي هزمت فيها الدولة العثمانية حيث قتل 8910 جندي تركي في هذه الحرب وانتشرت مقولة من صفوف الجيش ( هذا من أجل ان يرى الناس، ان سبعة طوابير عثمانية أوقفتها شرذمة بدوية ) .

## قبيلة الناشري المعاصرة
استقرو النواشرة مع أبناء عمومتهم قبائل كنانة واحتفظت بأسمها وعشائرها ومن عشائرهم :
| - القوز: - المحاسنة - آل عبد الكريم - الجعدة - آل سلمان - الخيرة - آل بيه | - القنفذة: - العطفة - آل شيبه - الزحمة - ربيعه - الشتارية - المرعة - الدباعية - الجمعة - الشقاوية | - عسير : - العقلة - آل مبارك - العداوين | - قرى تابعة للقنفذة: - القحمان - الخببة - الصوابية - آل حمود - الشعبة - آل محمد - الصفاوين |

## ديار ومشايخ قبيلة الناشري
تسكن قبيلة النواشرة في القنفذة والليث وادي قنونا ووادي يبه والبرك (برك الغماد) و قوز بلعير مجاورين لبني عمومتهم قبيلة بني كنانة في تهامة، شيخ القبيلة في عهد العثمانيين الراحل ابن خيرة الناشري  ، في عهد ال سعود الشيخ أحمد بن عبد الكريم الناشري بعد وفاته تولى ابنه الشيخ محمد أحمد عبد الكريم الناشري.
الفنون الشعبية لقبيلة النواشرة العرضة الجنوبية ولعب الخطوة،
اللقاب القبيلة : بنو ناشر، النواشرة، بني بلعير
قبائل أخرى نفس الأسم | بالحجاز الناشري الغامدي، ومن تهامة الناشري الشهري ومن اليمن الناشري
الزبيدي .